# Johan Friele
Johan Friele (29 de novembro de 1866 — 1 de outubro de 1927) foi um velejador norueguês, campeão olímpico. Ele competiu nos Jogos Olímpicos de Verão de 1920 na classe 12 Metre e conquistou a medalha de ouro na disputa realizada segundo as regras de 1919 a bordo do Heira II com Arthur Allers, Martin Borthen, Kaspar Hassel, Erik Ørvig, Olaf Ørvig, Thor Ørvig, Egill Reimers e Christen Wiese.
Como médico, Johan Friele foi um renomado cirurgião e ginecologista. Seu primeiro emprego após a formatura foi como médico de família de pescadores no arquipélago de Lofoten. Em 1884 ele voltou para Bergen e trabalhou como clínico geral, cirurgião e ginecologista na Clínica Privada de Bergen e mais tarde na Clínica da Cruz Vermelha.